# Louis Alvin
Louis-Joseph Alvin, född den 18 mars 1806, död den 17 maj 1887, var en belgisk författare.
Alvin var professor i Bryssel och medlem av belgiska akademien. Han skrev tragedin Sardanapale (1834) och komedin Le folliculaire anonyme (1835). Han skrev även en minnesteckning över André van Hasselt (1877).